# Хамгён-Намдо
Хамгён-Намдо́ (кор. 함경남도?, 咸鏡南道?) — провинция в КНДР. Была сформирована в 1896 году из южной части бывшей провинции Хамгёндо, после раздела Кореи в 1945 году оказалась в составе КНДР. Административный центр — город Хамхын.

## География
На севере граничит с провинцией Янгандо, на северо-востоке — с Хамгён-Пукто, на юге — с Канвондо и на западе — с Пхёнан-Намдо. С востока омывается Японским морем.

## Административное деление
Хамгён-Намдо поделена на 3 города (си), 2 района (1 ку и 1 чигу), и 15 уездов (кун).

### Города
- Хамхын (함흥시, 咸興市)
- Синпхо (신포시, 新浦市)
- Танчхон (단천시, 端川市)

### Районы
- Судонгу (수동구, 水洞區)
- Кымхо-чигу (금호지구, 琴湖地區)

### Уезды
- Чанджин (장진군, 長津郡)
- Чонпхён (정평군, 定平郡)
- Хамджу (함주군, 咸州郡)
- Хочхон (허천군, 虛川郡)
- Хонвон (홍원군, 洪原郡)
- Ковон (고원군, 高原郡)
- Кымъя (금야군, 金野郡)
- Пуджон (부전군, 赴戰郡)
- Пукчхон (북청군, 北靑郡)
- Нагвон (락원군, 樂園郡)
- Ивон (리원군, 利原郡)
- Синхын (신흥군, 新興郡)
- Токсон (덕성군, 德城郡)
- Йонгван (영광군, 榮光郡)
- Йодок (요덕군, 耀德郡)